# نيقولاي كوليكوفسكي
نيكولاي الكسندروفيتش كوليكوفسكي (5 نوفمبر 1881 - 11 أغسطس 1958) هو الزوج الثاني للدوقة الكبرى أولغا الكسندروفنا من روسيا ابنة الإمبراطور الروسي ألكسندر الثالث وهو الإمبراطور السابع عشر في الإمبراطورية الروسية، والشقيقة الصغرى للإمبراطور نيقولا الثاني.